# Haldaur
Haldaur è una suddivisione dell'India, classificata come municipal board, di 17.894 abitanti, situata nel distretto di Bijnor, nello stato federato dell'Uttar Pradesh. In base al numero di abitanti la città rientra nella classe IV (da 10.000 a 19.999 persone).

## Geografia fisica
La città è situata a 29° 18' 0 N e 78° 16' 60 E e ha un'altitudine di 219 m s.l.m..

## Società

### Evoluzione demografica
Al censimento del 2001 la popolazione di Haldaur assommava a 17.894 persone, delle quali 9.531 maschi e 8.363 femmine. I bambini di età inferiore o uguale ai sei anni assommavano a 2.751, dei quali 1.437 maschi e 1.314 femmine. Infine, coloro che erano in grado di saper almeno leggere e scrivere erano 10.944, dei quali 6.451 maschi e 4.493 femmine.